# فرن الحديد الخالص

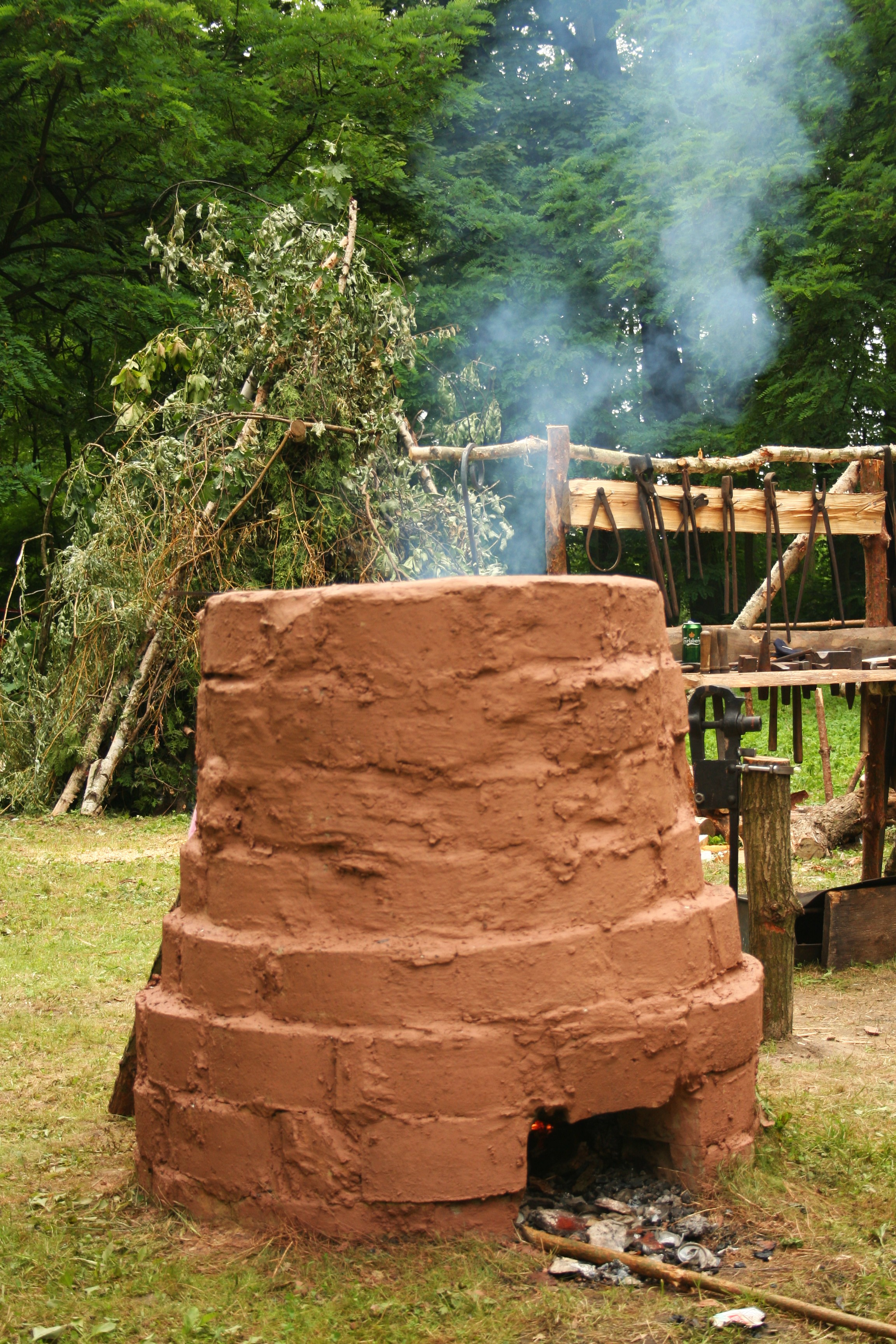
فرن الحديد الخالص أثناء التشغيل. يسحب الحديد الخالص بعد الانتهاء من الحفرة السفلية.

فرن الحديد الخالص هو نوع من أنواع الأفران التي كانت سابقاً تستخدم لصهر الحديد واستحصاله من أكاسيده.
كان فرن الحديد الخالص من أوائل الأساليب المتبعة لاستخراج الحديد، وكان الناتج عبارة عن كتلة مسامية من الحديد والخبث تسمى الحديد الخالص (أو حديد النورات، وهو حديد خالص خال من الشوائب)، أو الحديد الإسفنجي، والذي عادة ما يجمع ويراكم على بعضه وويطرق إلى الحديد المطاوع.
لم تعد أفران الحديد الخالص التقليدية مستخدمة، إذ حلت محلها الأفران اللافحة.

## اقرأ أيضاً
- حديد الصب
- فرن لافح
- فرن قائم